# BPM 37093
BPM 37093 (soprannominata Lucy) è una stella nana bianca distante 50 anni luce dalla Terra, nella costellazione del Centauro, per la quale sono state raccolte prove sufficienti per comprendere che è composta da carbonio cristallino, a conferma delle precedenti previsioni teoriche. Si è stimato che il nucleo collassato della stella contiene un diamante del peso di 1×1034 carati (2×1024 tonnellate) e del diametro approssimativo di 4.000 km. La classe spettrale è DAV4.4.
I ricercatori dell'Università di Harvard annunciarono questa scoperta il 13 febbraio 2004. Come oggetto solido, mostra degli "squilli" che vennero individuati dai ricercatori. Si ritiene che l'oggetto sia un esempio di uno degli stadi dell'evoluzione stellare; in questo caso, con il consumarsi del materiale stellare di BPM 37093, tramite reazioni termonucleari (probabilmente tramite processo triplo-alfa), le "ceneri" risultanti sono composte da carbonio sottoposto a pressioni enormi, ovvero diamante.
Gli scopritori hanno scherzosamente dato alla stella il nome di Lucy ispirandosi alla canzone dei Beatles Lucy in the Sky with Diamonds.
I ricercatori hanno ipotizzato che anche il Sole, in teoria, potrebbe fare la stessa fine, tra miliardi di anni.